# نتائج منتخب السعودية لكرة القدم 2018
فيما يلي موجز لنتائج منتخب السعودية لكرة القدم لعام 2018.

## المنتخب الأول لكرة القدم

### الهدافين
| اللاعب            | الأهداف |
| ----------------- | ------- |
| سالم الدوسري      | 3       |
| يحيى الشهري       | 3       |
| فهد المولد        | 2       |
| سلمان الفرج       | 2       |
| تيسير الجاسم      | 2       |
| عبد العزيز البيشي | 1       |
| عبد الرحمن غريب   | 1       |
| حسن معاذ          | 1       |
| محمد كنو          | 1       |
| مهند عسيري        | 1       |
| عمر هوساوي        | 1       |

### المدربين
| الاسم              | المواطنة          | الفترة                   | المباريات | الانتصارات | التعادلات | الخسائر | التشريفات |
| ------------------ | ----------------- | ------------------------ | --------- | ---------- | --------- | ------- | --------- |
| خوان أنطونيو بيتزي | إسبانيا الأرجنتين | نوفمبر 2017 – يناير 2019 | 18        | 5          | 5         | 8       |           |

### المباريات الودية
| مباراة ودية 26 فبراير 2018 | السعودية                                             | 3–0   | مولدوفا | جدة، السعودية                                                                                |
| 20:30 ت ع م+3              | * عمر هوساوي 10' - تيسير الجاسم 57' - مهند عسيري 88' | تقرير |         | الملعب: مدينة الملك عبد الله الرياضية الحضور: 6,914 الحكم: بول جيل (اتحاد بولندا لكرة القدم) |

| مباراة ودية 28 فبراير 2018 | العراق                                                       | 4–1   | السعودية            | البصرة، العراق                                                                                               |
| 19:00 ت ع م+3              | *سعيد الربيعي 21' (ه.ذ.) - عماد محسن 47' - مهند علي 51'، 73' | تقرير | *حسن معاذ فلاته 57' | الملعب: مدينة البصرة الرياضية الحضور: 65,000 الحكم: عمار الجنيبي (اتحاد الإمارات العربية المتحدة لكرة القدم) |

| مباراة ودية 23 مارس 2018 | السعودية         | 1–1   | أوكرانيا           | مربلة، إسبانيا |
| 18:00 ت ع م+1            | * فهد المولد 38' | تقرير | * ارتيم كرافتس 32' | الملعب: Estadio Municipal de Marbella الحضور: 450 الحكم: ألبرتو أونديانو مايينكو (الاتحاد الملكي الإسباني لكرة القدم) |

| مباراة ودية 27 مارس 2018 | بلجيكا                                                             | 4–0   | السعودية | إقليم بروكسل العاصمة، بلجيكا                                                         |
| 20:45 ت ع م+2            | * روميلو لوكاكو 13'، 39' - ميتشي باتشوايي 77' - كيفين دي بروين 78' | تقرير |          | الملعب: ملعب الملك بودوان الحضور: 22,578 الحكم: ماتي يوغ (اتحاد سلوفينيا لكرة القدم) |

| مباراة ودية 9 مايو 2018 | السعودية                            | 2–0   | الجزائر | قادس، إسبانيا                                                                                               |
| 19:30 ت ع م+2           | * سلمان الفرج 24' - يحيى الشهري 81' | تقرير |         | الملعب: ملعب رامون دي كارنازا الحضور: 175 الحكم: خوان مارتينيز مونويرا (الاتحاد الملكي الإسباني لكرة القدم) |

| مباراة ودية 15 مايو 2018 | السعودية                          | 2–0   | اليونان | إشبيلية، إسبانيا                                                                                       |
| 19:30 ت ع م+2            | * سالم الدوسري 19' - محمد كنو 79' | تقرير |         | الملعب: ملعب لا كارتوخا الحضور: 100 الحكم: كارلوس ديل سيرو غراندي (الاتحاد الملكي الإسباني لكرة القدم) |

| مباراة ودية 28 مايو 2018 | إيطاليا                                  | 2–1   | السعودية          | سانت غالن، سويسرا                                                                   |
| 20:45 ت ع م+2            | * ماريو بالوتيلي 21' - أندريا بيلوتي 68' | تقرير | * يحيى الشهري 72' | الملعب: إيه إف جي أرينا الحضور: 10,000 الحكم: ساندرو شيرر (اتحاد سويسرا لكرة القدم) |

| مباراة ودية 3 يونيو 2018 | السعودية | 0–3   | بيرو                                       | سانت غالن، سويسرا                                                                  |
| 20:45 ت ع م+2            |          | تقرير | * أندريه كاريو 20' - باولو غيريرو 41'، 64' | الملعب: إيه إف جي أرينا الحضور: 18,053 الحكم: Fedayi San (اتحاد سويسرا لكرة القدم) |

| مباراة ودية 8 يونيو 2018 | ألمانيا                                 | 2–1   | السعودية           | ليفركوزن، ألمانيا                                                                   |
| 19:30 ت ع م+2            | * تيمو فيرنر 8' - عمر هوساوي 43' (ه.ذ.) | تقرير | * تيسير الجاسم 84' | الملعب: باي أرينا الحضور: 30,210 الحكم: سلافكو فينتشيتش (اتحاد سلوفينيا لكرة القدم) |

| مباراة ودية 10 سبتمبر 2018 | السعودية                            | 2–2   | بوليفيا                                                   | الرياض، السعودية                                                                                              |
| 20:15 ت ع م+3              | * يحيى الشهري 7' - سالم الدوسري 12' | تقرير | * خاسماني كامبوس 35' - مارسيلو مارتينز مورينو 82' (ركلة.) | الملعب: ملعب الأمير فيصل بن فهد الحضور: 4,117 الحكم: أنتونيو ماتيو لاهوز (الاتحاد الملكي الإسباني لكرة القدم) |

| مباراة ودية 12 أكتوبر 2018 | السعودية | 0–2   | البرازيل                                 | الرياض، السعودية                                                                                      |
| 20:45 ت ع م+3              |          | تقرير | * غابرييل جيسوس 43' - أليكس ساندرو 90+6' | الملعب: استاد جامعة الملك سعود الحضور: 23,401 الحكم: داني ماكيلي (الاتحاد الملكي الهولندي لكرة القدم) |

| مباراة ودية 15 أكتوبر 2018 | السعودية                  | 1–1   | العراق         | الرياض، السعودية                                                                           |
| 20:45 ت ع م+3              | * عبد العزيز البيشي 90+4' | تقرير | * مهند علي 71' | الملعب: استاد جامعة الملك سعود الحضور: 10,217 الحكم: بيتر غرين (اتحاد أستراليا لكرة القدم) |

| مباراة ودية 16 نوفمبر 2018 | السعودية              | 1–0   | اليمن | الدمام، السعودية                                                                                |
| 20:00 ت ع م+3              | * عبد الرحمن غريب 33' | تقرير |       | الملعب: ملعب الأمير محمد بن فهد الحضور: 9,228 الحكم: Ahmad Ibrahim (الاتحاد الأردني لكرة القدم) |

| مباراة ودية 20 نوفمبر 2018 | الأردن                               | 1–1   | السعودية         | عمان (مدينة)، الأردن                                                                                |
| 19:00 ت ع م+2              | * أحمد سمير (لاعب كرة قدم أردني) 70' | تقرير | * فهد المولد 59' | الملعب: ستاد الملك عبد الله الثاني الحضور: 7,500 الحكم: نواف شكر الله (الاتحاد البحريني لكرة القدم) |

| مباراة ودية 31 ديسمبر 2018 | كوريا الجنوبية | 0–0   | السعودية | أبو ظبي، الإمارات العربية المتحدة                                                     |
| 20:00 ت ع م+4              |                | تقرير |          | الملعب: ملعب بني ياس الحكم: Adel Al Naqbi (اتحاد الإمارات العربية المتحدة لكرة القدم) |

### كأس العالم لكرة القدم 2018
| كأس العالم 2018 المجموعة أ 14 يونيو 2018 | روسيا                                                                                       | 5–0   | السعودية | موسكو، روسيا                                                                          |
| 18:00 (ت ع م+03:00)                      | * يوري غازينسكي 12' - دينيس تشيريشيف 43'، 90+1' - أرتيم دزيوبا 71' - ألكساندر غولوفين 90+4' | تقرير |          | الملعب: ملعب لوجنيكي الحضور: 78,011 الحكم: نيستور بيتانا (اتحاد الأرجنتين لكرة القدم) |

| كأس العالم 2018 المجموعة أ 20 يونيو 2018 | الأوروغواي        | 1–0   | السعودية | روستوف على نهر الدون، روسيا                                                       |
| 18:00 (ت ع م+03:00)                      | * لويس سواريز 23' | تقرير |          | الملعب: روستوف أرينا الحضور: 42,678 الحكم: كليمان توربان (اتحاد فرنسا لكرة القدم) |

| كأس العالم 2018 المجموعة أ 25 يونيو 2018 | السعودية                                         | 2–1   | مصر             | فولغوغراد، روسيا                                                                        |
| 17:00 توقيت موسكو (ت ع م+03:00)          | * سلمان الفرج 45+6' (ركلة.) - سالم الدوسري 90+5' | تقرير | * محمد صلاح 22' | الملعب: فولغوغراد أرينا الحضور: 36,823 الحكم: ويلمار رولدان (اتحاد كولومبيا لكرة القدم) |